# Piercing

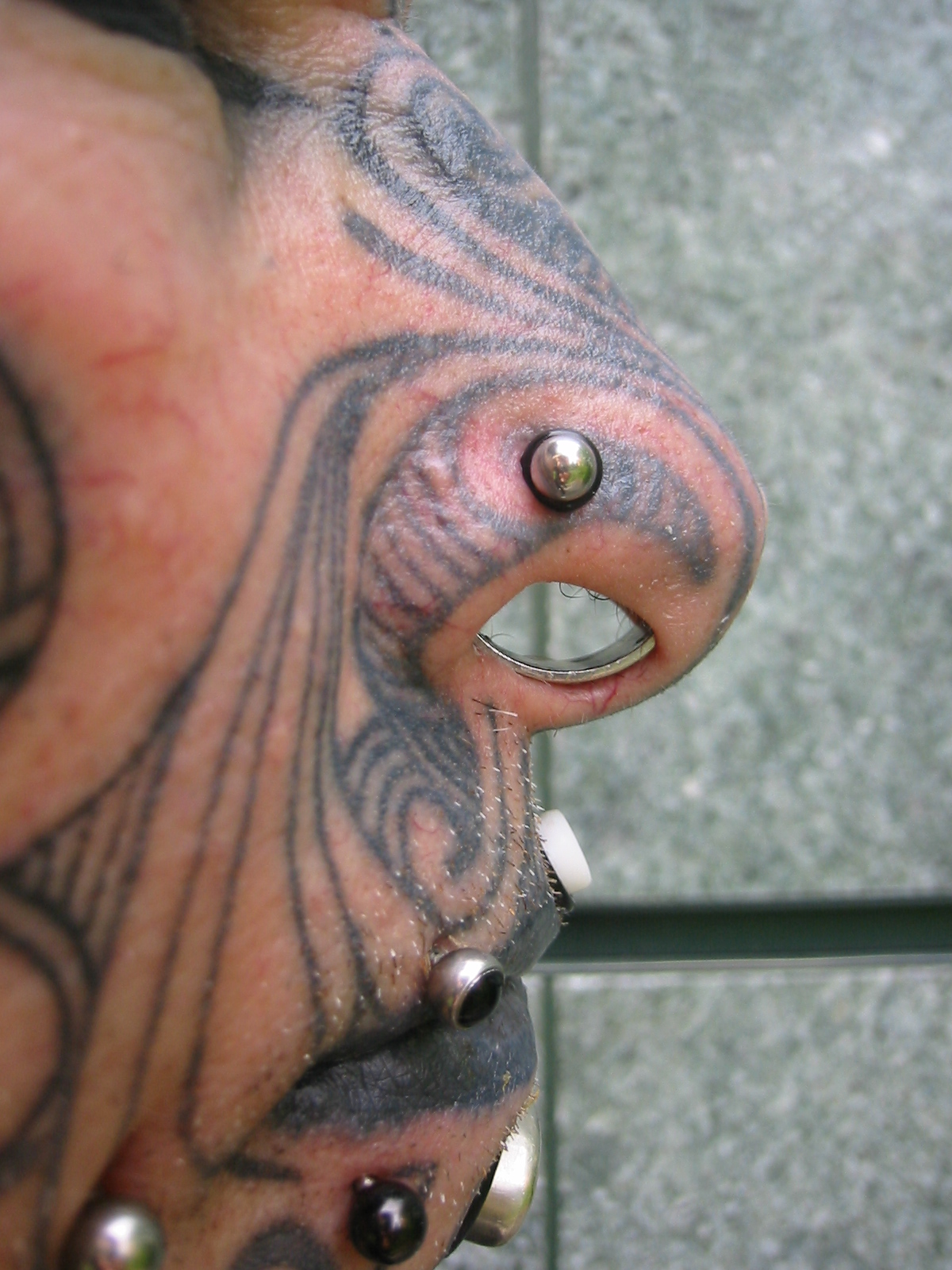
Man med flera ansiktspiercingar

Piercing (engelska för genomträngning) är håltagning i huden för att kunna fästa ett smycke, ofta ringar eller stavar av metall, och då främst titan. Även plast, kirurgisk stål, silver, ben och annat material förekommer. En utbildad person med yrket att utföra piercing kallas för piercare.
Piercing har utövats i över 5 000 år  och görs av olika skäl, såsom estetiska, sociala, magiska eller medicinska skäl. Den vanligaste formen av piercing är håltagning av öron, för placering av örhängen.

## Ansiktspiercing

### Örhänge

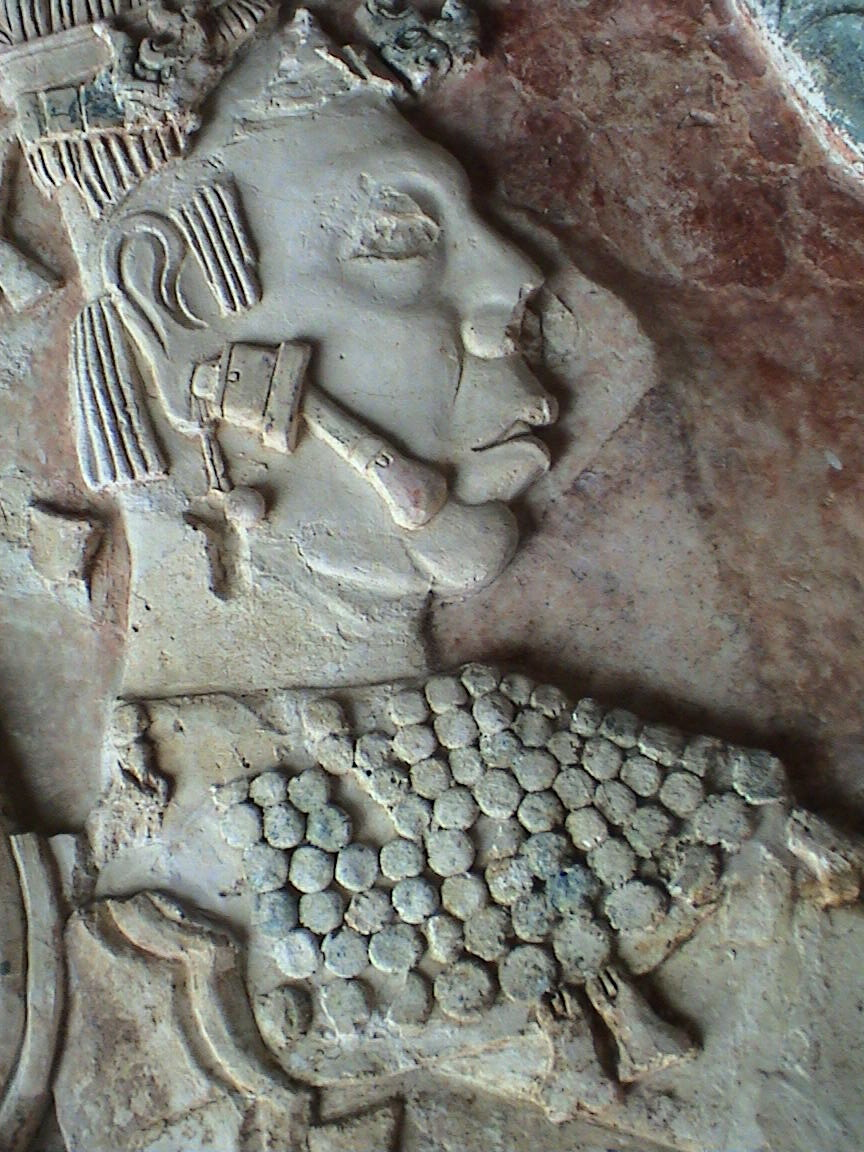
Mayaman med örhänge

Örhängen är smycken som fästs i en persons öron. Materialet varierar kraftigt, från trä till ädelmetaller med innefattade ädelstenar.

#### Örhängets historia
Kroppspiercingen är mycket gammal, och har brukats av kulturer över hela världen. Världens äldsta fynd av en människa med piercing härstammar från 3000-talet före kristus och var en man funnen i en glaciär i Österrike 1991 som hade tänjt ut öronen till mellan sju och elva millimeter, den så kallade ismannen. Antagligen existerade håltagning i öronen redan innan dess, något som dock inte har bevisats. Först togs antagligen hål i öronen av magiska skäl. Man tog hål i öronen då man trodde att demoner kom in genom öronen och att metallen avvisade demonerna. Sjömän brukade ha hål i ett öra för att förbättra synen. Om de senare spolades upp döda så kunde örhänget, ofta av guld, betala för en kristen begravning. Örhängen är vanligt förekommande hos både män och kvinnor på många ställen i världen. Det är i stort sett bara i Västvärlden som örhängen anses vara något mer kvinnligt än manligt, även om manliga celebriteter som Shakespeare och Walter Raleigh bar örhängen under den elisabetanska tiden. På olika ställen tar man hål i öronen på pojkar som en del av puberteten. På Borneo tar modern och fadern hål i ett öra var på sitt barn, som ett bevis på barnets tillhörighet till föräldrarna. Under romartiden bar allt fler män örhängen när kvinnornas självständighet och makt ökade.
I Sverige kunde både män och kvinnor ha hål i öronen fram till medeltidens slut. Senare blev det dock betydligt vanligare för kvinnor.[källa behövs]

#### Örhänget idag
I Västvärlden var örhängen relativt ovanliga mellan 1920-talet och 1960-talet bland män, medan det fick allt större utbredning bland kvinnor. Under 1960-talet togs traditionen successivt upp av hippie-, gay-, emo- och ligist-subkulturer innan acceptansen blev allt större, tills idag då örhängen i både ena och båda öronen är vanligt bland både män och kvinnor. Bland tonåringar har örhängen blivit en del av mainstreamkulturen.

#### Olika örhängesplaceringar

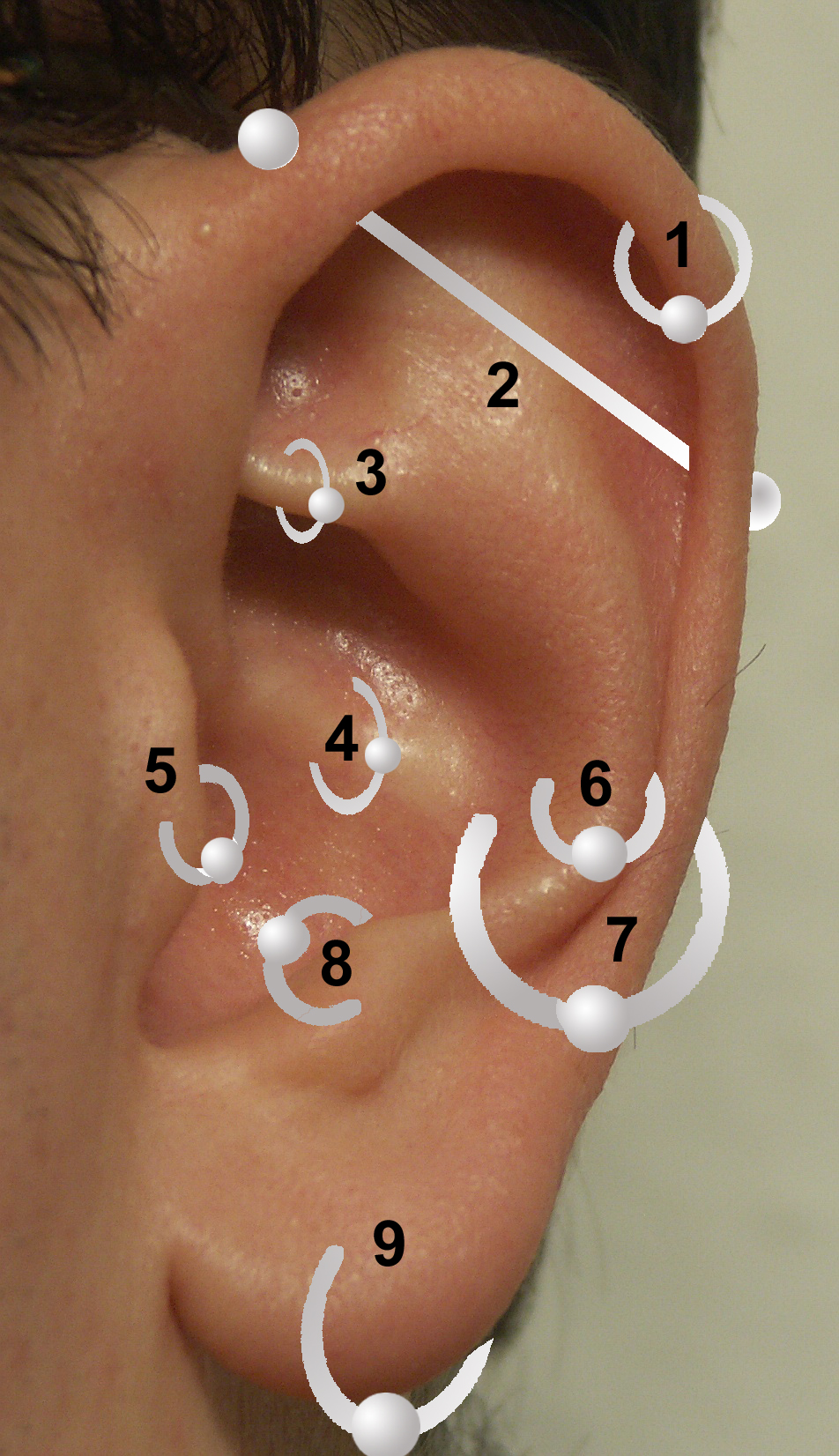
Översiktsbild

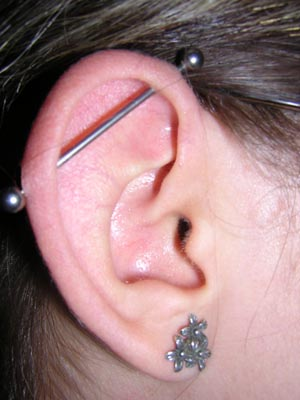
Industrial (uppe) och örsnibbspiercing

Piercing i örat kan ske på flera olika platser, det finns bland annat den traditionella håltagningen i örsnibben, Helix, där hålet går igenom örats övre brosk och Industrial som är två motsatta håltagningar i örats övre del så att en längre barbell kan föras igenom

### Läppiercing

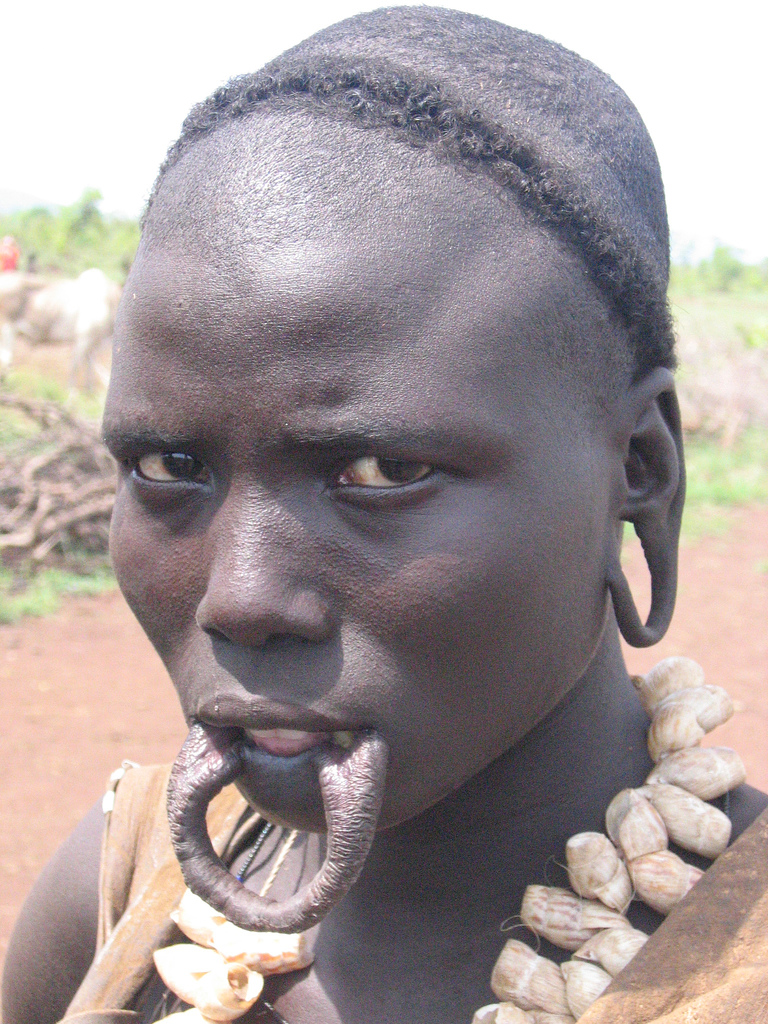
Kvinna från Mursistammen med tänjd läpp

Läppiercingen är mycket populär över hela världen, även om bara två folkstammar bär ringar i läppen; dogonfolket i Mali och Nubafolket i Etiopien. Bland dogonfolket har läppiercingen religiös betydelse; de tror att världen skapades av deras gemensamma förfader Noomi som vävde tråd mellan sina tänder, men istället för tråden kom rösten ut. Resten av läppiercingarna i världen är så kallade labretpiercingar som antingen kan bli en av trä, elfenben, metall, eller i ett fall, kvartskristall. Bland stammarna i Centralafrika och Sydamerika tänjs labretpiercingen ut extremt mycket, varefter stora trä- eller lerplattor sätts in.
Bland de gamla aztekerna och mayaindianerna var bara läppiercing till för högstående män som bar smycken av rent guld i form av ormar, guldsmycken med steninsättningar och några få med jade eller obsidian. Indianerna i nordvästra Stilla havet, och inuiterna i norra Kanada och Alaska bar smycken med valrossben, skalet från haliotissnäckan, ben, obsidian och trä. Makololofolket i Malawi bar läpptallrikar i överläppen, så kallade pelele. Utforskaren av Afrika, David Livingstone, frågade en stamhövding om anledningen till läppsmycket och skall då ha fått svaret: för skönhets skull. "Det är det enda vackra som kvinnor har. Män har skägg, kvinnor har inget. Vad skulle en människa vara utan Pelele? Hon skulle inte vara kvinna överhuvudtaget."
| ”                                            | Träsmycket som bärs i läpparna, som successivt går från en liten disk till en stor platta, var ibland ett bevis på ägande av mannen hos kvinnorna i saras-djinjastammen i Tchad. Det är mannen som gifter sig med henne, och även ofta mannen som själv tänjer läpparna hos den unga flickan och genom det skapar det första steget som kvinna mot vuxenlivet, och är således, en trolovningsrit. | „ |
| – Dr. Muraz, Nudity to Raiment, London, 1929 | |   |

Kvinnorna i Saras-djinjasstammen sätter in läpptallrikar på upp till 24 centimeter i diameter i båda läpparna, runt Charifloden, söder om Tchadsjön.
Tlingiterna i dagens Alaska bar också stora läpptallrikar.
Surmafolket i Etiopien är sannolikt det enda folk (borträknat nutida västvärldspiercing) som fortfarande använder sig av läpplattor. Hos dem är det bara kvinnor som bär dem.
I västvärlden återuppväcktes piercingen under 1970-talet inom punken och i Kaliforniens gaykultur. År 1975 öppnade salongen The Gauntlet i Los Angeles. På 1990-talet blev avancerad, klinisk piercing vanligt i subkulturer som rave och postpunk, och runt år 2000 hade vissa typer av piercing, som tunga, navel och näsvinge blivit en del av den västerländska ungdomens mainstreamkultur. Även mer avancerade piercingar har blivit vanligare.

### Näspiercing

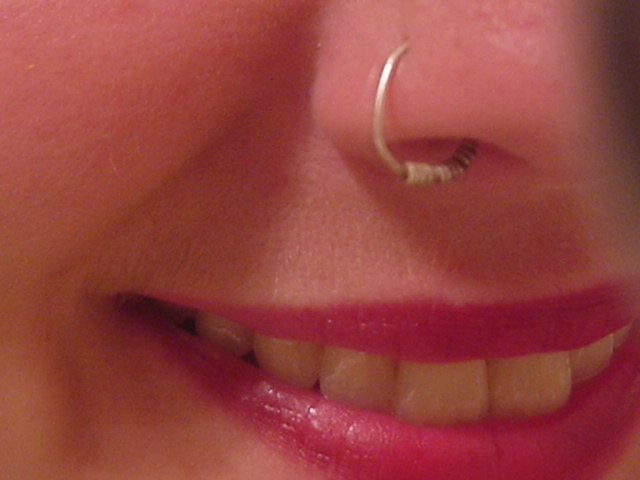
Näspiercing

Näspiercing är åtminstone 4.000 år gammalt, och finns nämnt i Första Moseboken 24:22, där Abraham ger bland annat en näsring till hans fru. Näspiercingar har ansetts attraktiva på grund av dess placering i mitten av ansiktet. Leonardo Da Vinci ansåg att näsan bestämde ett helt ansiktes karaktär. Näspiercing är fortfarande en viktig företeelse bland berberfolket och bejafolket i Afrika, och bland beduinerna i Mellanöstern avslöjar nässmycket en hel familjs välfärd. Smycket ges av mannen till hustrun vid giftermålet, och är hennes egendom om de skiljs. Till Indien kom näspiercingen under 1500-talet från Mellanöstern av erövrare från Mogulriket. Där bärs oftast en ring eller en barbell i vänster näsborre. Ibland sammanlänkas det med en kedja från örat, och ibland är båda näsborrarna piercade. Man piercar oftast vänster näsborre då man tror det gör barnafödslar enklare.
I västvärlden blev näspiercing först vanligt bland hippies som reste till Indien i slutet av 1960-talet. Smycket togs sedermera upp av punkare i slutet av 1970-talet som en rebellsymbol mot konservativa, vilket den fortfarande ses som. Näspiercing blir dock successivt mer socialt acceptabelt och många kändisar har sina näsor piercade, såsom Madonna, Lenny Kravitz, Sinead O'Connor, Andy Biersack (från Black Veil Brides) och Slash (från Guns & Roses).

#### Septumpiercing

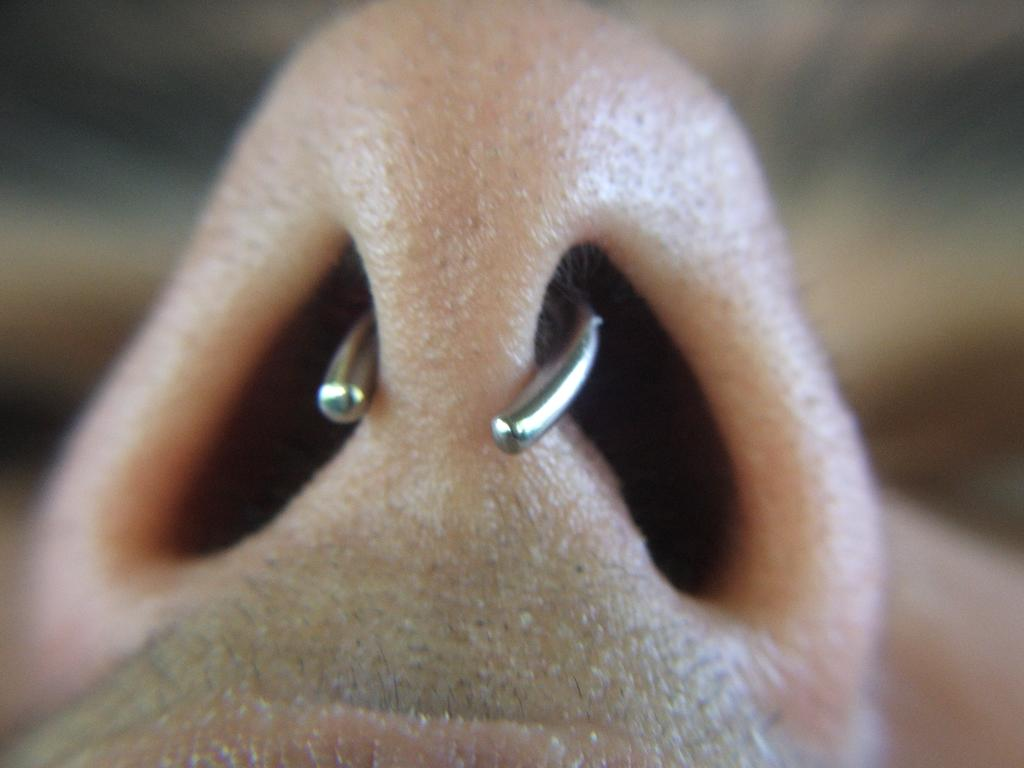
Septumpiercing

Septumpiercing är förmodligen det näst vanligaste stället att pierca sig på bland naturfolk efter örhängen, till och med vanligare än näspiercing. Piercingen är antagligen så populär av samma anledningar som näspiercingen, samt att den kan töjas så större smycken kan sättas in, som griständer, benbitar, fjädrar, träbitar och så vidare.
Septumpiercingen är särskilt utbredd bland krigarkulturer, vilket förmodligen har att göra med att stora betar genom septum ger ansiktet ett fientligt uttryck. Att bära betar genom septum är utbrett på Nya Guinea och på Salomonöarna av vilka grisbetar är vanligast. Bland Asmat-stammarna på Nya Guinea är den mest prestigefyllda beten att bära otsj som är en stor benplugg som kan bli upp till 25 mm i diameter. Otsj görs ofta på grisben, men då och då görs de på skenbenet från en dräpt fiende efter ett slag.
Septumpiercingen var även mycket populär bland aztekerna, mayaindianerna och inkaindianerna. Smycket var av många olika slag, men jade och guld vad de mest populära på grund av religiösa associationer. Kunaindianerna i Panama har fört vidare den traditionen och bär idag tjocka ringar av rent guld i septum. Piercingen är också mycket omtyckt i Indien, Nepal och Tibet var hängande bulak bärs, och några av smyckerna är så stora att de förhindrar personer att äta, så smyckena måste lyftas upp under måltiderna. I Rajasthan är dessa bulak speciellt utarbetade och extremt stora.
Septumpiercing fanns utbrett bland många nordamerikanska indianstammar. Namnet på stammen Nez Perce, från staten Washington, härstammar från deras septumpiercingstraditioner, Nez Perce, vilket är franska för piercad näsa, och gavs till indianerna av franska pälshandlare. Aboriginer piercade septum och trädde igenom en lång kvist eller ben genom hålet för att platta ut näsan, vilket de ansåg vara mest önskvärt. Bundistammen i Papua Nya Guinea använder det tunna slutet på sötpotatisplantan för att ta hål i septum, vanligtvis när man är mellan 18 och 22 år. Det varierar dock mycket mellan stammarna och i några stammar tar man hål i septum vid 9-10 år.
| ” | Du var vilse i bushen och har nu återvänt. Du har återvänt mogen; du är en man. När du återvänder till din by kommer många flickor att tråna efter dig. Men om du har varit duktig, och om de kommer efter dig, är det bra. Du kommer nu ha din näsa piercad, för att tillåta dig att sjunga med tjejer och inleda ett liv likt de äldres. Nu är allt trubbel över. | „ |
| – Tal från stammens åldring till unga man som genomgår Kangi Poroi, deras ritual för ingång i vuxenlivet. | |   |

Septumpiercingen är också väldigt lätt att gömma, delvis för att den är piercad genom näsan, och syns inte om man tar ut piercingen.

### Tungpiercing

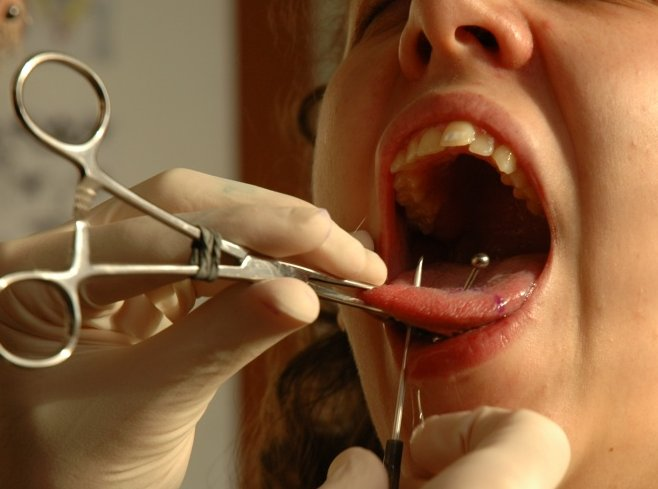
Piercing av tungan.

Piercing i tungan utövades som en ritual av de gamla aztekerna, mayaindianerna i Centralamerika och haida, kwakiutul och tlinglit-stammarna i nordvästra Amerika. Tungan piercades för att samla ihop blod som offrades till gudarna, och för att skapa en annan dimension av medvetande så att prästen eller shamanen kunde kommunicera med gudarna. Dessa piercingar var emellertid inte permanenta.
Tungpiercingen är en av de populäraste piercingarna, antagligen för att den är lätt att gömma om man inte vill visa den. Efter att hålet gjorts tar det ungefär fyra veckor innan hålet är läkt och under den tiden är det brukligt att äta mjuk mat. Lyckas man inte hålla rent är en inflammation trolig. Janet Jackson, Bill Kaulitz, Keith Flint, Mel B från Spice Girls och Malcolm Jamahl Warner har alla piercade tungor.

## Kroppsliga piercingar

### Navelpiercing

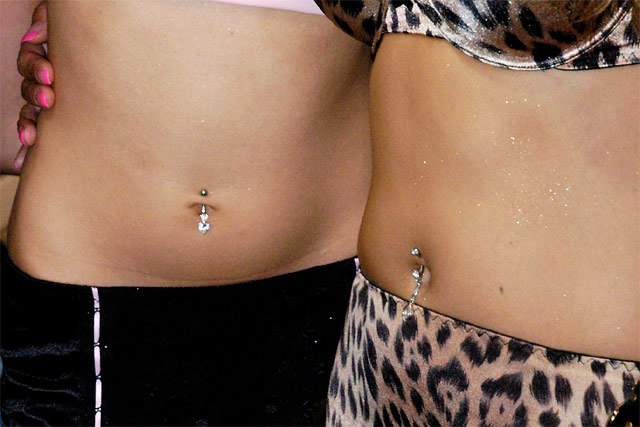
Två kvinnor med navelpiercingar

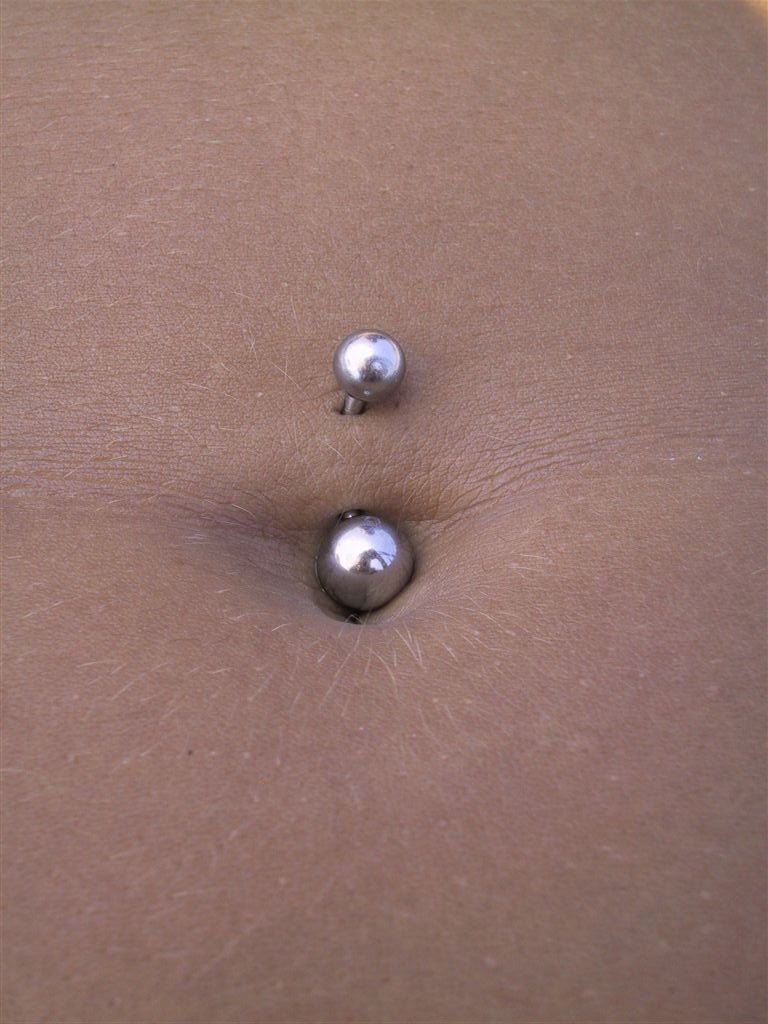
Närbild på en navelpiercing

Piercing i naveln är en modern företeelse och har aldrig påträffats i äldre kulturer. När bikinin uppfanns 1953 ansågs naveln sexuellt provokativ på grund av dess likhet med de kvinnliga könsorganen. Bikinin revolutionerade många kvinnors liv då de gavs en större klädfrihet. Revolutionen tog ordentlig fart när Madonna började visa mellangärdet under 1980-talet. Friheten att visa naveln allmänt gav kvinnorna mer styrka och självförtroende.
| ”                                 | Det är lätt att peka ut tidpunkten då kroppspiercingen blev mainstream. Christly Turlinton gick på en modevisning i London, och i hennes navel satt en ring. Dagen efter visade Naomi Campbell att vad än Christly kunde göra, kunde också Naomi göra det. Hon piercade sin navel och satte i en guldring med en liten pärla i. På en annan show kom de två ut tillsammans bredvid varandra, med sina navlar piercade. | „ |
| – New York Times i september 1994 | |   |

| ”                               | Jag har den mest perfekta naveln. När jag petar i naveln, känner jag att en nerv går från min kropps center upp genom min ryggrad. | „ |
| – Madonna i Time Magazine, 1995 | |   |

Madonna, Cher och Janet Jackson var alla tidiga med att pierca sina navlar. Nu har många kändisar och andra personer piercat naveln.

### Bröstvårtspiercing
Romerska centurioner bar bröstrustningar av läder som var formade efter kroppen. Bröstrustningarna var utsmyckade med ringar där bröstvårtorna var, och från ringarna brukade en mantel hänga. Folk tror därför att det egentligen var bröstvårtorna som var piercade för att hänga en mantel från, även om det säkerligen skulle ha varit obekvämt.
| ”                               | I mitten av 1400-talet bar många kvinnor så låga urringningar att man kunde se nästan hälften av deras bröst, och bland överklassen under samma århundrade introducerade Isabella av Bayern Garments of the grand neckline där klänningens urringning gick ner till naveln. Det modet ledde till slut till att bröstvårtorna var helt blottade varpå man piercade in smycken av diamant. | „ |
| – Dreamtime av Hans Peter Duerr | |   |

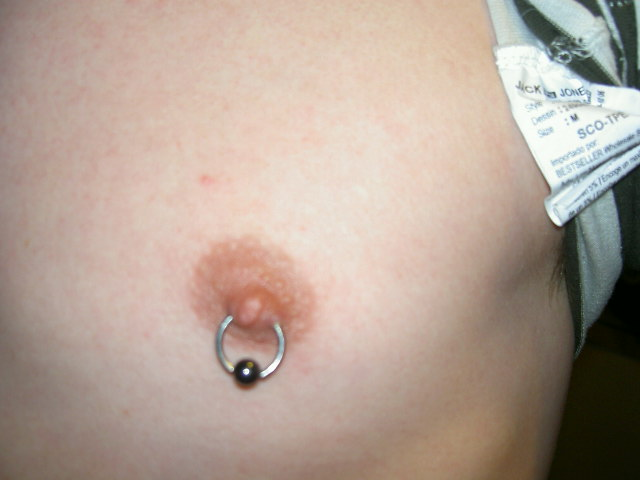
Standardstorlek 1,6 mm

Under 1890-talet blev ringar i bröstet på modet, och såldes dyrt hos juvelerare i Paris. Smyckena sattes in i bröstet, och några kvinnor bar till och med en kedja som var länkad mellan de båda bröstvårtorna. Ringarna förstorade bröstvårtorna. Läkare och andra sjukhusyrken var väldigt upprörda över dessa kosmetiska procedurer, då de representerade en förkastelse av de traditionella föreställningarna av en kvinnas kropps syfte.
| ”                                          | Under en lång tid förstod jag inte varför jag skulle gå med på att göra en så smärtsam håltagning utan tillräcklig anledning. Sedermera kom jag dock till slutsatsen att många kvinnor är redo att stå ut med smärtan för kärlekens skull. Jag insåg att brösten hos personer som bar ringar var ojämförligt rundare och fylligare än de som inte hade några. Vid den punkten slutade jag tvivla, så jag piercade mina bröstvårtor, och när skadorna var läkta bar jag ringar. I slutändan kan jag inte säga att de var obekväma eller smärtsamma. Tvärtom gav de mig en mycket kittlande känsla, och alla de kollegor jag diskuterat detta med ansåg samma sak. | „ |
| – Societetslejon från London i Vogue 1890. | |   |

Piercing i bröstvårtorna var utbrett bland karankawaindianerna i Texas och är fortfarande utbrett i bergen i Algeriet hos kabylernas kvinnor. I västvärlden har piercing i bröstvårtorna blivit vanligt igen, och många celebriteter har tagit hål i bröstvårtorna, såsom Lenny Kravitz, Jaye Davidson, Gerry Connelly, Bill Kaulitz, Tommy Lee, Axl Rose, Janet Jackson och Pink.
Piercing i bröstvårtorna gör bröstvårtorna större, känsligare, och av en del ansedda mer attraktiva, och piercingen görs idag av samma anledning som modemedvetna kvinnor gjorde det i Paris och London på 1890-talet. Läkare gav under den viktorianska tiden rekommendation till män med små bröstvårtor att pierca dem för att få dem större.

## Klitorispiercing

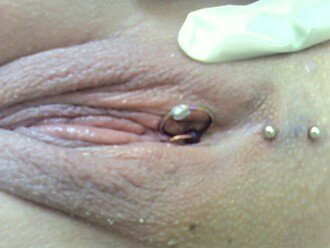
Piercing i venusberg och klitoriskappa

Själva klitorisollonet är väldigt känslig och de flesta kvinnor avråds att göra piercingen där. Istället sätts smycket i klitoriskappan, som måste vara tillräckligt stor för att få plats med kroppsjuveler och för att undvika att vävnaden i klitoriskappan sammandras. Att pierca en för liten klitoriskappa kan orsaka allvarliga nervskador som ett resultat av olämplig placering. Den största andelen kvinnor bör inte ha piercingen.
Piercingen kan vara både vertikal och horisontell med en barbell eller fjättrad pärlring. Vertikala piercingar bör bara tas på överhöljda klitoris för att förhindra att smycket flyttar sig, även om de inte rekommenderas alls.
Läkningen tar mellan fyra och åtta veckor Under tiden måste strikt hygien upprätthållas, med handtvätt före varje beröring av området. Användning av tvål avråds, eftersom tvål riskerar både att torka ut huden och att tvätta bort de naturligt förekommande bakterierna och därigenom lämna utrymme för patogener. Istället rekommenderas saltlösning efter att ha sköljt noga med vatten för att luckra upp eventuell ruva som bildats. Skulle grundligare rengöring behövas bör särskild underlivstvål brukas. Inga som helst krämer, liniment eller dylikt ska användas vid eller på piercingen. Vidare måste den skyddas från kroppsvätskor, inklusive spott och slid- och sädesvätska även vid onani.

## Risker
Det finns alltid en viss risk att pierca sig eftersom kroppens skydd (hud och slemhinnor) penetreras. Detta kan leda till att bakterier kommer ner i djupare hudlager och orsakar infektioner. Det finns även risk för allergi, vanligen nickelallergi men även andra allergiska reaktioner. Piercing i munhålan kan medföra skador på tänder och vävnader. Bestående hudskador i form av ärrbildningar kan uppstå, dessutom kan nervskador förekomma. Vid vissa sjukdomstillstånd eller medicineringar kan det vara direkt olämpligt att pierca sig, varför man alltid bör kontakta läkare om man är tveksam.